# 黄龙尾
黄龙尾（学名：Agrimonia pilosa var. nepalensis）为蔷薇科龙芽草属下的一个变种。